# Stenocrates haacki
Stenocrates haacki är en skalbaggsart som beskrevs av Brett C.Ratcliffe 1977. Stenocrates haacki ingår i släktet Stenocrates och familjen Dynastidae. Inga underarter finns listade i Catalogue of Life.